# جاي باول
جاي باول (بالإنجليزية: Jay Powell)‏ هو لاعب كرة قاعدة أمريكي، ولد في 9 يناير 1972 في ميريديان في الولايات المتحدة.

## وصلات خارجية
- جاي باول على موقعبيزبول رفرنس.كوم (الدوري الرئيسي) (الإنجليزية)
- جاي باول على موقع إي إس بي إن.كوم (أم.أل.بي) (الإنجليزية)